# Macronus
Macronus är ett fågelsläkte i familjen timalior inom ordningen tättingar. Släktet omfattar här två arter som förekommer på Malackahalvön, Sumatra, Borneo och Filippinerna:
- Strimhuvad mestimalia (M. striaticeps)
- Dunryggig mestimalia (M. ptilosus)

Tidigare inkluderades även arterna i Mixornis. Studier visar dock att Mixornis står närmare Timalia.